# 明王寺 (岡山市)
明王寺（みょうおうじ）は、岡山県岡山市東区に所在する寺院。宗派は天台宗。山号は馬路山。本尊は毘沙門天。瀬戸内三十三観音霊場十一番札所。

## 概要
伝承によれば、奈良時代の天平勝宝年間（749年 - 756年）に孝謙天皇の勅命により報恩大師が備前四十八ヶ寺の一つとして建立したと言われている。
一旦は衰微し、平安時代中期に鞍馬山の峰延上人によって再興された。鞍馬山にちなみ、山号を馬路山とした。かつては末寺13ヶ寺を数える大寺であった。

## 境内
- 本堂
- 観音堂
- 地蔵堂
- 摩利支天堂
- 猿塚（猿光稲荷大明王）
- 十三仏
- 客殿・庫裡

## 文化財

### 国指定重要文化財
- 木造観音菩薩立像：像高165.8cm、カヤの一木造り。平安時代前期の作と推定される[1]。2008年（平成20年）7月10日指定。

## 御詠歌
にごりえに ひとたびおつる たきがわの すむとももとの きよきにはにず

## 前後の札所
瀬戸内三十三観音霊場
10 福生寺 -- 11 明王寺 -- 12 安住院